# SOR ICN 10,5
SOR ICN 10,5 je model částečně nízkopodlažního autobusu vyráběného společností SOR Libchavy od roku 2022. Kromě dieselové verze je v nabídce rovněž verze s pohonem na stlačený zemní plyn (CNG), která je označena jako SOR ICNG 10,5. Řada ICN je vyráběna také v dalších délkových verzích, a to ICN 9,5, ICN 12 a ICN 12,3.

## Konstrukce
Model ICN 10,5 je dvounápravový, přičemž v prostoru od zadní nápravy dopředu je autobus nízkopodlažní. Zadní náprava je hnací, motor a převodovka se nachází pod podlahou v zadní části vozu. Dvoudveřová karoserie vozu je svařena z ocelových profilů, zvenku je oplechovaná, zevnitř obložená plastovými deskami. Podlaha v nízkopodlažní části se nachází ve výšce 360 mm nad vozovkou. Kabina řidiče je uzavřená. Přední náprava je značky ZF, zadní náprava je značky DANA.
Design řady ICN vytvořil Patrik Kotas.

## Výroba a provoz
První objednávka na vozy ICN 10,5 pocházela z kontraktu na 144 autobusů čtyř různých typů pro společnost BusLine. Smlouva byla uzavřena v lednu 2022, přičemž na typ ICN 10,5 připadalo 10 kusů.

### Dodávky
| Současný stát | Město/dopravce   | Roky dodávek | Počet vozů | Poznámky                                                         | Zdroj         |
| ------------- | ---------------- | ------------ | ---------- | ---------------------------------------------------------------- | ------------- |
| Česko         | AUDIS BUS        | 2022         | 4          | subdodávka pro společnost BusLine Pardubicko                     | [ 4 ]         |
| Česko         | Karlovarský kraj | 2023         | 61         | všechny ve verzi ICNG 10,5; dlouhodobě pronajaty DP Karlovy Vary | [ 5 ]         |
| Česko         | OverLine Fleet   | 2022         | 10         | všechny dlouhodobě pronajaty společnosti BusLine Pardubicko      | [ 6 ]         |
| Česko         | SOR Libchavy     | 2022         | 1          | prototyp                                                         | [ 7 ]         |
| Česko         | ZDAR             | 2022–2024    | 40         |                                                                  | [ 8 ]         |
| Slovensko     | Arriva Liorbus   | 2023         | 59         |                                                                  | [ 9 ] [ 10 ]  |
| Slovensko     | Arriva Trnava    | 2022–2023    | 25         |                                                                  | [ 11 ] [ 12 ] |
| Slovensko     | SAD Humenné      | 2023–2025    | 22         |                                                                  | [ 13 ] [ 14 ] |